# Hoberdanecz János
Hoberdanecz János más forrásokban Habardanecz, Hobordanszky, Habirdanácz (16. század) horvát nemzetiségű magyarországi diplomata, katona. A források szerint szalatnoki születésű, amely a Dráva jobb partján, nagyjából Szigetvárral szemben lehetett. Ursinus Vellius történetíró pozsegai születésűnek nevezi, az azonban nem kizárt, hogy valahol ezen a környéken feküdtek a birtokai.

## Élete
Ifjú korától katonaként a végeken harcolt a törökök ellen. 1525-től szerepel történelmi dokumentumokban, amikor Jajca várában udvarbírói szolgálatott teljesített. Az ekkoriban a teljes megsemmisülés szélére került magyar végvárrendszer miatt alig jutott zsoldhoz, ezért szervitorai rendszeresen Budára mentek némi pénzt kivitelezni. Májusban 166 forintot osztottak ki a számára, amellyel részt vállalt Frangepán Kristóf akciójának előkészületére, amikor az ostromlott Jajcát felmenteni készültek.
1526-ban már mint udvari vitéz szerepel, de még ez az sem valószínű. Noha nyomorúságos körülmények között élt Boszniában, de végig kitartott és egyik alkalommal egy Kászim nevű törököt győzött le párviadalban, ahol megsebesült és ezért elhagyta Jajcát.
A magyar belháborúban I. Ferdinánd mellé állt.

### Diplomáciai munkái
1527-től közvetítői feladatot látott le az osztrák főherceg és Cserni Jován szerb felkelővezér között.
Ferdinánd 1527. március havában küldte el Szegedre Jovánhoz. Kinevezésében közrejátsszott nemzetisége is, mivel így könnyebben kommunikált a vezérrel. Jován éppen hatalmas dáridót csapott a városban. Mivel Jován a környék Habsburg-párti magyarjait és éppúgy szenvedésbe sodorta mint ellenségeit, ezért Hoberdanecz arra kérte, hogy hagyjon fel a terrorral, ehelyett maradjon Szegeden és figyelje a Szerémséget. Ferdinánd ugyanis Szapolyai János ellen készült hadjáratot indítani, s Jován révén biztosítani akarta magát, nehogy török intervencióra kerüljön sor dél felől.
Sajnos Hoberdanecz nem járt sikerrel. Július 9-én, két héttel azelőtt, hogy a szerbeket megsemmisítették a sződi ütközetben még ezt az üzenetet akarta Jovánnak átadni Hoberdanecz útján Jovánnak: „Megtudtuk, hogy a francia király követe és Frangepán gróf, kitűnő hívünkhöz, Jován Nenad cárhoz mennek… Téged ezért… komolyan intünk, hogy miután nyomoztál és értesültél a dologról, akár magad, akár mások által úgy cselekedjél és tegyél, hogy a mondott gróf és követ, vagy egyikük, akit te vagy azok, akik hasonlót akarnak, nem tudván a menlevélről, elfogtok és később hozzánk külditek őket, vagy ha ezt nem lehet elérni, tartóztassátok föl, öljétek meg őket, bármi módon oltsátok ki életüket. Ha ezt megteszed, vagy megtéteted, királyi szavunkra megígérünk neked 4000 rénusi aranyforintot.” Ferdinánd királynék ezen utasítása rendkívül visszatetsző és aljas cselekedettnek számított, mert akkoriban a követeket, akármelyik oldalról jönnek, nem volt szabad bántani. Szerencsére az üzenet nem jutott el idejében Jovánhoz.
A szerb felkelés leverése után a Dráva és a Száva közén, a Pécs vidékét pusztító és a Marótot támadó törököket futamította meg 700 lovassal és 300 gyalogossal. A diplomácia színpadán 1528-ban tűnik fel újra, amikor Isztambulban jár követségben Ferdinánd békeajánlatával, amit I. Szulejmán visszautasított. A szultán Bécs ellen indított hadjáratakor bár kevés katonával bírva, de helyt állt a törökök ellen. 1529 júniusában Pargali Ibrahim nagyvezírnél járt követségben. 1530-ban Várday Pál esztergomi érsek megpróbált Ferdinándhoz állni, ezért felajánlotta a szolgálatait az érseknek.

## Művei
- Két tárgyalás Sztambulban. Hyeronimus Łaski tárgyalása a töröknél János király nevében, Habardanecz János jelentése 1528. nyári sztambuli tárgyalásairól; összeáll. Barta Gábor, tan., jegyz. Barta Gábor és Fodor Pál, dokumentumford. Barta Gábor, Kun József; Balassi, Bp., 1996 (Régi magyar könyvtár. Források)

## Külső hivatkozás
- Két pogány között egy hazáért[halott link]
- KÉT TÁRGYALÁS SZTAMBULBAN
- HABARDANECZ JÁNOS JELENTÉSE 1528. NYÁRI SZTAMBULI TÁRGYALÁSAIRÓL